# ボディ・アンド・ソウル (リック・アストリーのアルバム)
『ボディ・アンド・ソウル』（Body & Soul）は、1993年にリリースされたリック・アストリーの4枚目のスタジオ・アルバムである。

## 収録曲
1. 愛しい人 - The Ones You Love
2. ウェイティング・フォー・ザ・ベル - Waiting for the Bell to Ring
3. 僕の愛を止めないで - Hopelessly
4. ドリーム・フォー・アス　- A Dream for Us
5. ボディ・アンド・ソウル - Body & Soul
6. イナフ・ラブ　- Enough Love
7. ネイチャーズ・ギフト - Nature's Gift
8. リメンバー・ザ・デイズ - Remember the Days
9. エブリデイ - Everyday
10. 恋したら - When You Love Someone
11. ストップ・ブレイキング・ユア・ハート - Stop Breaking Your Heart